# Fortschrittspartei (Thailand)
Die Fortschrittspartei (thailändisch พรรคก้าวไกล, RTGS Phak Kao Klai [pʰák.kâːw.klaj]; offizielle englische Bezeichnung: Move Forward Party) war eine sozialdemokratische und progressive politische Partei in Thailand, die gegen den Einfluss des Militärs auf die thailändische Politik eintrat, der sich auch nach dem Ende der direkten Militärherrschaft 2019 fortsetzte. Sie war die faktische Nachfolgepartei der im Januar 2020 vom Verfassungsgericht aufgelösten Partei Neue Zukunft. Ihr Vorsitzender war von 2020 bis 2023 Pita Limjaroenrat und anschließend Chaitawat Tulathon. Bei der Parlamentswahl im Mai 2023 wurde sie stärkste Kraft und die größte Oppositionspartei Thailands. Sie wurde im August 2024 durch einen Entscheid des thailändischen Verfassungsgerichts aufgelöst.

## Geschichte
Die Partei wurde offiziell am 1. Mai 2014 als Phak Ruam Pattana Chat Thai (thailändisch พรรคร่วมพัฒนาชาติไทย, „Gemeinsam für die Entwicklung der thailändischen Nation“) gegründet – drei Wochen später putschte das Militär und verbot allen politischen Parteien die Betätigung. Nachdem gegen Ende der Militärherrschaft Parteien wieder zugelassen wurden, beschloss die Partei im Januar 2019, ihren Namen in Phak Phueng Luang (thailändisch พรรคผึ้งหลวง, „Riesenhonigbienen-Partei“) zu ändern. Zur Parlamentswahl 2019 trat sie nicht an. Danach nahm sie im Dezember 2019 wieder ihren ursprünglichen Namen an.
Anfang 2020 fungierte die Partei als Nachfolgepartei der Partei Neue Zukunft, da diese nach einem kontroversen Urteil des Thailändischen Verfassungsgerichts aufgelöst wurde. 55 der 65 Abgeordneten der Neuen Zukunftspartei traten der zuvor unbedeutenden Kleinstpartei bei und übernahmen die Kontrolle über diese. Sie versprachen, die progressive und Anti-Junta-Agenda der Neuen Zukunftspartei fortzusetzen. Der Parteiname wurde daraufhin in Fortschrittspartei geändert, gleichzeitig mit der Veröffentlichung des neuen Logos, das Ähnlichkeiten mit dem Logo der Partei Neue Zukunft aufweist. Der Unternehmer und bisherige Abgeordnete der Partei Neue Zukunft Pita Limjaroenrat wurde im März 2020 zum Parteivorsitzenden und Chaithawat Tulathon zum Generalsekretär gewählt.
Die Partei gewann bei der Parlamentswahl 2023 mit 36,5 Prozent die meisten Stimmen und verfügte zusammen mit den anderen demokratischen Parteien über die Mehrheit im Unterhaus, eine Regierungsbildung durch dieses Bündnis wurde jedoch durch die vom Militär ernannten Senatoren behindert. Pita Limjaroenrat verfehlte bei der Wahl zum Ministerpräsidenten in der Nationalversammlung (bestehend aus gewähltem Repräsentantenhaus und vom Militär eingesetzten Senat) die Mehrheit. Die Pheu-Thai-Partei, die zunächst eine Koalition mit der Fortschrittspartei vereinbart hatte, wechselte daraufhin die Seiten und bildete eine Regierung mit konservativen, militärnahen Parteien. Der Fortschrittspartei kam folglich die Rolle der führenden Oppositionskraft gegen die Regierung von Srettha Thavisin zu. 
Pita trat im September 2023 vom Parteivorsitz zurück, da er infolge eines laufenden Verfahrens gegen ihn von seinem Abgeordnetenmandat suspendiert war und somit nicht die Aufgabe des parlamentarischen Oppositionsführers erfüllen konnte. Stattdessen wurde der bisherige Generalsekretär der Partei, Chaitawat Tulathon, neuer Parteivorsitzender und folglich Oppositionsführer im Repräsentantenhaus. Am 31. Januar 2024 stellte das thailändische Verfassungsgericht fest, dass die Partei gegen die Verfassung verstoßen hatte, als sie versprach, sich für eine Änderung des Strafgesetzes zur Majestätsbeleidigung einzusetzen. Acht Politiker und Aktivisten der Partei wurden zu vier Monaten Haft auf Bewährung verurteilt. Unter ihnen waren der ehemalige Premierministerkandidat Pita Limjaroenrat, der Gründer von Neue Zukunft, Thanathorn Juangroongruangkit, und Kernmitglied der Thailändischen progressiven Bewegung, Pannika Wanich.
Im August 2024 verfügte das thailändische Verfassungsgericht die Auflösung der Fortschrittspartei und schloss elf führende Mitglieder der Partei für zehn Jahre von politischen Ämtern und Mandaten aus. Als Begründung führte das Verfassungsgericht an, dass die geplante Reform des Majestätsbeleidigungsparagrafen ein Versuch sei, die konstitutionelle Monarchie zu stürzen. Nach Angaben des ehemaligen Parteivorsitzenden und Spitzenkandidaten, Pita Limjaroenrat, war die Fortschrittspartei eine von vier großen Parteien, die in einem Zeitraum von 20 Jahren in Thailand aufgelöst wurden. Die verbliebenen 143 Abgeordneten der Fortschrittspartei im Repräsentantenhaus traten zwei Tage darauf geschlossen der Nachfolgeorganisation Volkspartei bei.

## Wahlergebnisse

### Parlamentswahlen
| Wahl | Sitze   | Stimmen    | %       | Platzierung | Spitzenkandidat   |
| ---- | ------- | ---------- | ------- | ----------- | ----------------- |
| 2023 | 151/500 | 14.438.851 | 36,54 % | 1.          | Pita Limjaroenrat |

### Wahl des Gouverneurs von Bangkok
| Wahlen | Kandidat              | Stimmen | %      | Ausgang  |
| ------ | --------------------- | ------- | ------ | -------- |
| 2022   | Wiroj Lakkhanaadisorn | 253.938 | 9,57 % | Verloren |

### Wahl zum Stadtrat Bangkoks
| Wahl | Sitze | Stimmen | %       | Veränderung |
| ---- | ----- | ------- | ------- | ----------- |
| 2022 | 14/50 | 485.830 | 20,85 % | ▲14 Sitze   |